# Anthias noeli
Az Anthias noeli a sugarasúszójú halak (Actinopterygii) osztályának sügéralakúak (Perciformes) rendjébe, ezen belül a fűrészfogú sügérfélék (Serranidae) családjába tartozó faj.

## Előfordulása
Az Anthias noeli előfordulási területe a Csendes-óceánban van. A Galápagos-szigetek egyik endemikus hala.
Nincs halászati értéke.

## Megjelenése
Ez a halfaj általában 20 centiméter hosszú, de akár 29 centiméteresre is megnőhet. A hátúszóján 10 tüske és 15-16 sugár, míg a farok alatti úszóján 3 tüske és 6-7 sugár ül. 26 csigolyája van. Az oldalvonalon és a kopoltyúfedőn összesen 78-85 pikkely látható. A farokúszója mélyen bevágott és félhold alakú; a felső nyúlvány nagyobb, mint az alsó. A nyelvén nincsenek fogcsomók.

## Életmódja
Az Anthias noeli trópusi, mélytengeri halfaj, amely 184-351 méteres mélységben tartózkodik, és nem vándorol. A mélyebben fekvő korallzátonyokat kedveli.